# Gubulba
Der Gubulba ist ein Berg im osttimoresischen Verwaltungsamt Lolotoe (Gemeinde Bobonaro). Er befindet sich im Zentrum des Sucos Opa, im Norden der Aldeia Raimea. Er hat eine Höhe von 906 m.
Südöstlich liegen die Berge Lolo Beleasu (764 m) und Sulogup (797 m). Nördlich befindet sich der Sibi (976 m) und zwischen den beiden Bergen der Ort Lolotoe, der Hauptort des Verwaltungsamtes. Im Westen liegt der kleine See Tepha.